# Toyotomi Hideyori
Toyotomi Hideyori (豐臣秀賴 (Phong Thần Tú Lại) 1593 - 5 tháng 6, 1615) là con trai và người thừa kế hợp pháp của Toyotomi Hideyoshi, vị tướng quân đầu tiên thống nhất Nhật Bản. Mẹ ông, phu nhân Yodo, là cháu gái của Oda Nobunaga.

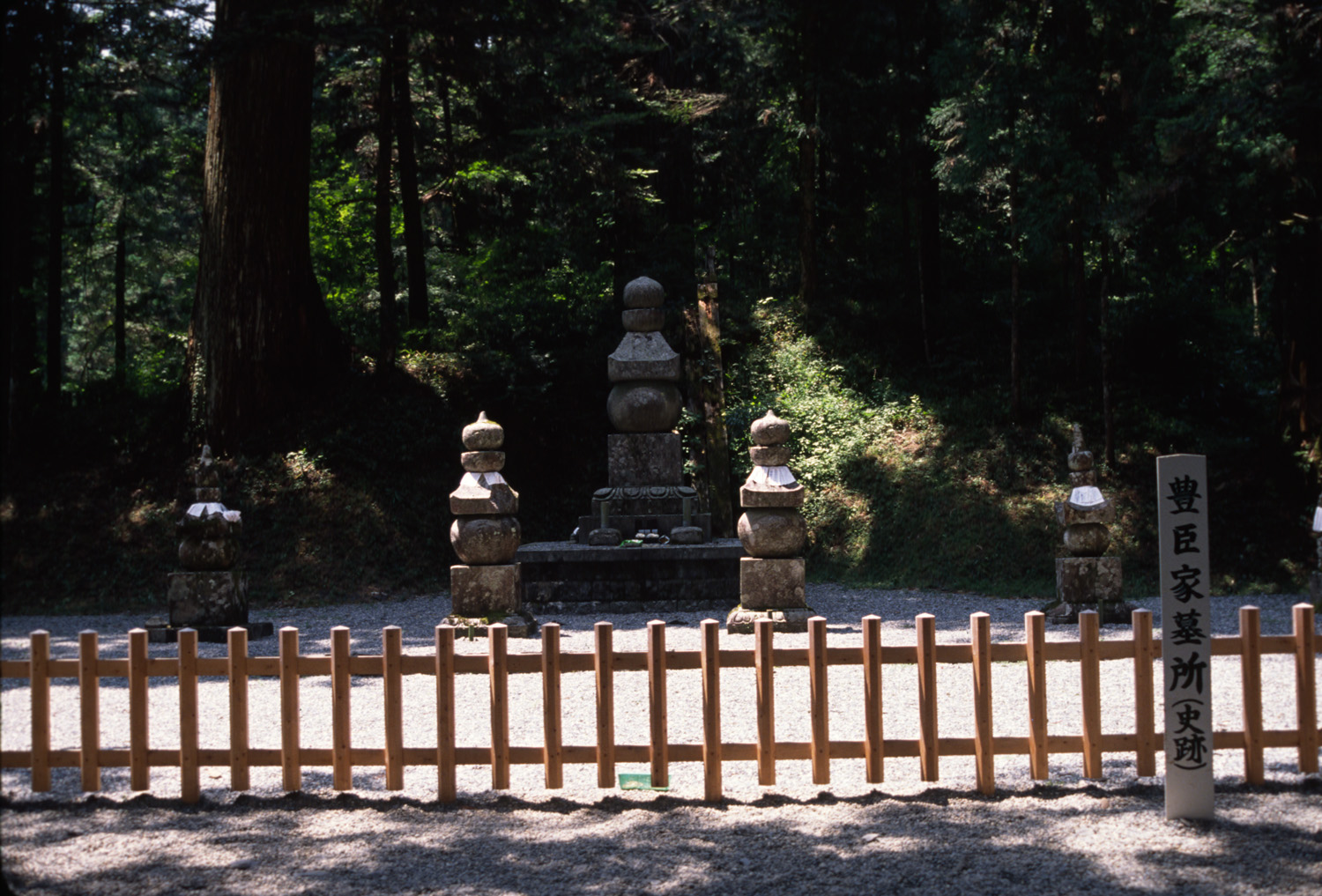
Lăng mộ gia tộc Toyotomi ở núi Koya

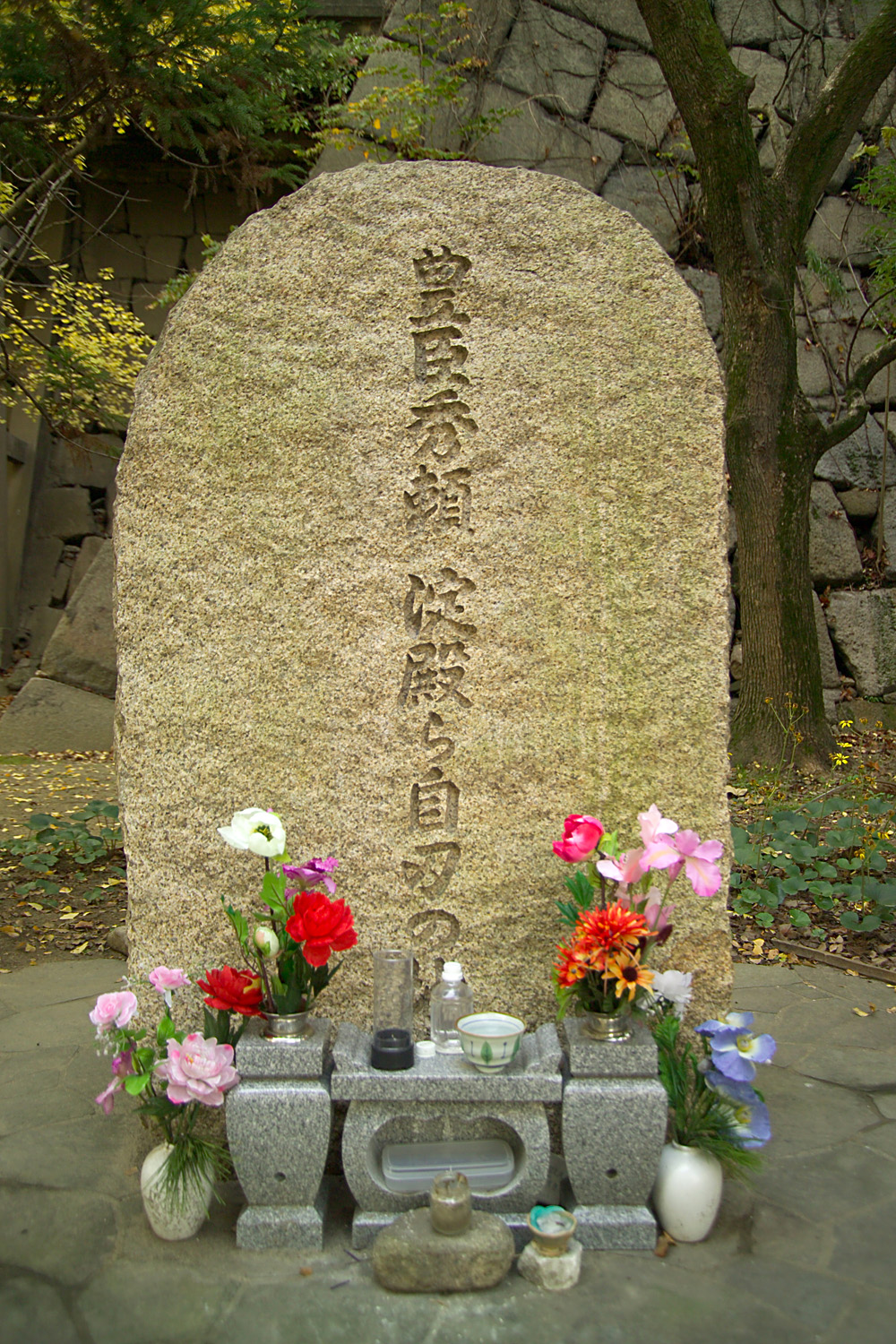
Đánh dấu nơi Hideyori và phu nhân Yodo tự sát, lâu đài Osaka

Khi Hideyoshi qua đời năm 1598, các Nhiếp chính quan mà ông đã bổ nhiệm để lãnh đạo thay cho Hideyori lại đấu đá với nhau. Tokugawa Ieyasu giành lấy đại quyền năm 1600, sau khi chiến thắng những người khác trong trận Sekigahara. Hideyori kết hôn với cháu gái mới 7 tuổi của Ieyasu, Senhime, để thể hiện lòng trung thành với gia tộc Tokugawa. Tuy nhiên, Ieyasu vẫn xem Hideyori trẻ tuổi là mối đe dọa tiềm tàng của mình, và tấn công Hideyori trong Cuộc vây hãm Osaka vào mùa đông năm 1614. Cuộc tấn công thất bại, nhưng Hideyori bị xúi giục ký một thỏa hiệp ngừng bắn với điều kiện phải gỡ bỏ bố phòng của lâu đài Osaka.
Tháng 4 năm 1615, Ieyasu được báo rằng Hideyori đang tập trung quân còn lớn hơn trước tháng 11, và Hideyori đang cố chặn việc lấp các hào nước lại. Quân đội Toyotomi (thường được gọi là quân phía Tây) bắt đầu bất thần tấn công quân đội của Shogun (quân phía Đông) gần Osaka. Vào 5 tháng 6 năm 1615, khi quân Toyotomi bắt đầu thua trận, một đội quân nhỏ do Hideyori dẫn đầu chèo thuyền về Osaka những đã quá muộn, họ bị đuổi đánh ngay đằng sau vào thẳng tới lâu đài bởi quân địch; không đủ thời gian để tiến hành phòng thủ quy củ, lâu đài nhanh chóng bốc cháy sau hàng loạt đạn thần công. Hideyori mổ bụng tự sát, cuộc nổi dậy quan trọng cuối cùng chống lại sự thống trị của nhà Tokugawa bị dập tắt.
Con trai của Hideyori với Senhime, Kunimatsu (8 tuổi) (cũng là cháu ngoại Hidetada và chắt của Ieyasu) bị bắt và bị chém đầu, dòng nam của nhà Toyotomi bị tuyệt diệt hẳn; con gái của ông được đưa đến chùa Tōkei-ji, chùa của các ni sư ở Kamakura, nơi sau này bà trở thành trụ trì dòng tu Tenshū-ni (天秀尼).